# Стартовый пистолет

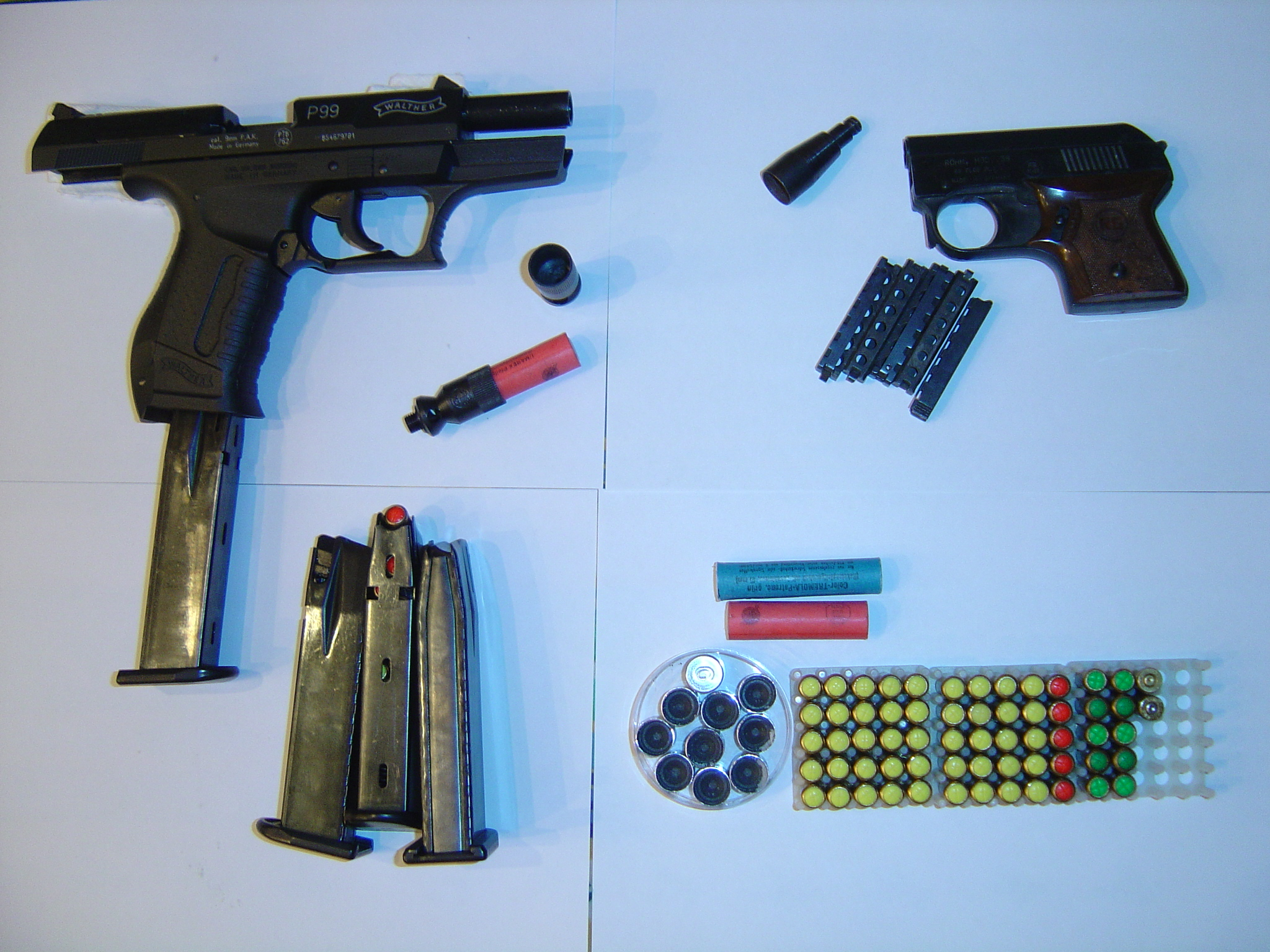
Спортивный стартовый пистолет.

Ста́ртовый пистоле́т (англ. Starting pistol; Blank gun) — спортивный звуковой сигнальный пистолет, предназначенный для произведения шумового холостого выстрела, означающего старт спортивных или других состязаний, где это обусловлено правилами. 
Стартовые пистолеты снаряжаются специальными патронами с капсюлями для шумового эффекта. Юридически относится к типу оружия для подачи звуковых сигналов (стартовые пистолеты) или иному типу оружия, не связанному с поражением живой цели.

## Описание
В качестве стартовых пистолетов применяются как обычные боевые пистолеты, так и специально изготовленные модели, которые физически невозможно использовать в качестве боевого оружия. Более широко применяются барабанные модели, нежели магазинные (это связано с более простым произведением последующего выстрела в случае осечки).
В соревнованиях, где по выстрелу стартового пистолета запускаются хронометры, в случае ручного хронометража, хронометристы запускают свои хронометры не по звуку выстрела (по которому обычно стартуют спортсмены), а по вспышке или дымку, чтобы избежать погрешности, вызванной относительно медленной скоростью прохождения звука.
Для того чтобы поставить атлетов в равные условия, с конца 1970-х для передачи звука к удалённым от места расположения стартера стартовым позициям спортсменов применяются громкоговорители, передающие или имитирующие звук выстрела.

## История

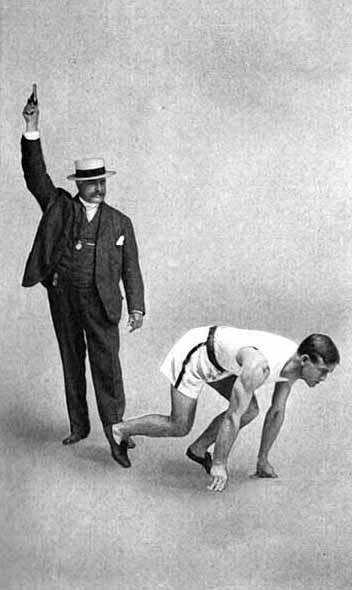
Старт стартовым пистолетом

### В СССР
В Союзе ССР для нужд различных спортивных организаций производилось несколько типов специальных бесствольных стартовых пистолетов, использующих обойму, снаряжённую капсюлями «Жевело». Барабанные применялись довольно редко, так как это были приведенные в небоевое состояние «наганы». Так с комплектом плёночного фотофиниша «Омега» Госкомспортом СССР передавались два стартовых пистолета типа «Наган», к стволу которых были приварены специальные крепления для стартового датчика.
Широкое распространение в СССР получил стартовый пистолет производства Ижевского механического завода Иж-СПЛ (стартовый пистолет Лобанова), выпускавшийся с 1953 по 1985 год.
После модели СПЛ в Ижевске выпускался стартовый ИЖ-37. Модель, в отличие от СПЛ, имела одну универсальную обойму для капсюлей центрального боя и специальных «стартовых» патронов бокового боя. (Иж-СПЛ комплектовался двумя обоймами под разные заряды).
В России выпускаются револьверы образца 1925 года «Наган-С» («Блеф») с 2006 года, Наган Р-2 и другие.

### Электронный стартовый пистолет
С развитием систем автоматического хронометража и постепенным отказом от ручного делались попытки заменить огнестрельное оружие его электронным аналогом (сайлент-ган) — устройством, имитирующим вспышку стартового пистолета и передающему звук выстрела. Впервые это устройство применялось на Олимпийских играх 1996 года в Атланте, но уже в 2000 году (на Олимпийских играх в Сиднее) вновь применялось привычное огнестрельное оружие. А на Олимпиаде в Ванкувере 2010 в конькобежном спорте вновь применялись электронные стартовые пистолеты.

## Стартовый пистолет как наградное оружие
В 1970-х годах заслуженным стартёрам легкоатлетических соревнований вручался наградной стартовый пистолет.
Среди награждённых:
- Бабкин, Александр Фёдорович

## Стартовое оружие в современном СНГ
Неожиданно большую популярность стартовое оружие получило в СНГ по причинам, далёким от спорта. Наиболее массовыми производителями стартовых моделей стали турецкие компании Voltran Company (бренд Ekol), AtakArms (бренды Zoraki и Stalker), Kervan Arms (бренд Barreda), Carrera Arms (бренд Carrera), Retay Arms и Blow. Производимое ими стартовое оружие имело высокое внешнее и конструктивное сходство с боевыми и травматическими моделями, а зачастую — практически не отличалось от них и могло быть легко переделано для стрельбы травматическими или боевыми патронами. Наиболее популярен стал Zoraki-914, заглушка в стволе которого извлекалась обычной отвёрткой. Стартовое оружие стоило заметно дешевле своих травматических аналогов и не требовало официального разрешения на покупку. В дальнейшем производители стартового оружия в целях затруднения криминальной переделки стали вставлять в стволы штифты из калёной стали или просто недосверливать канал ствола, однако это так и не стало непреодолимым препятствием для «передельщиков» и «неспортивная» популярность стартового оружия не снижается.